# US Open (tennis)

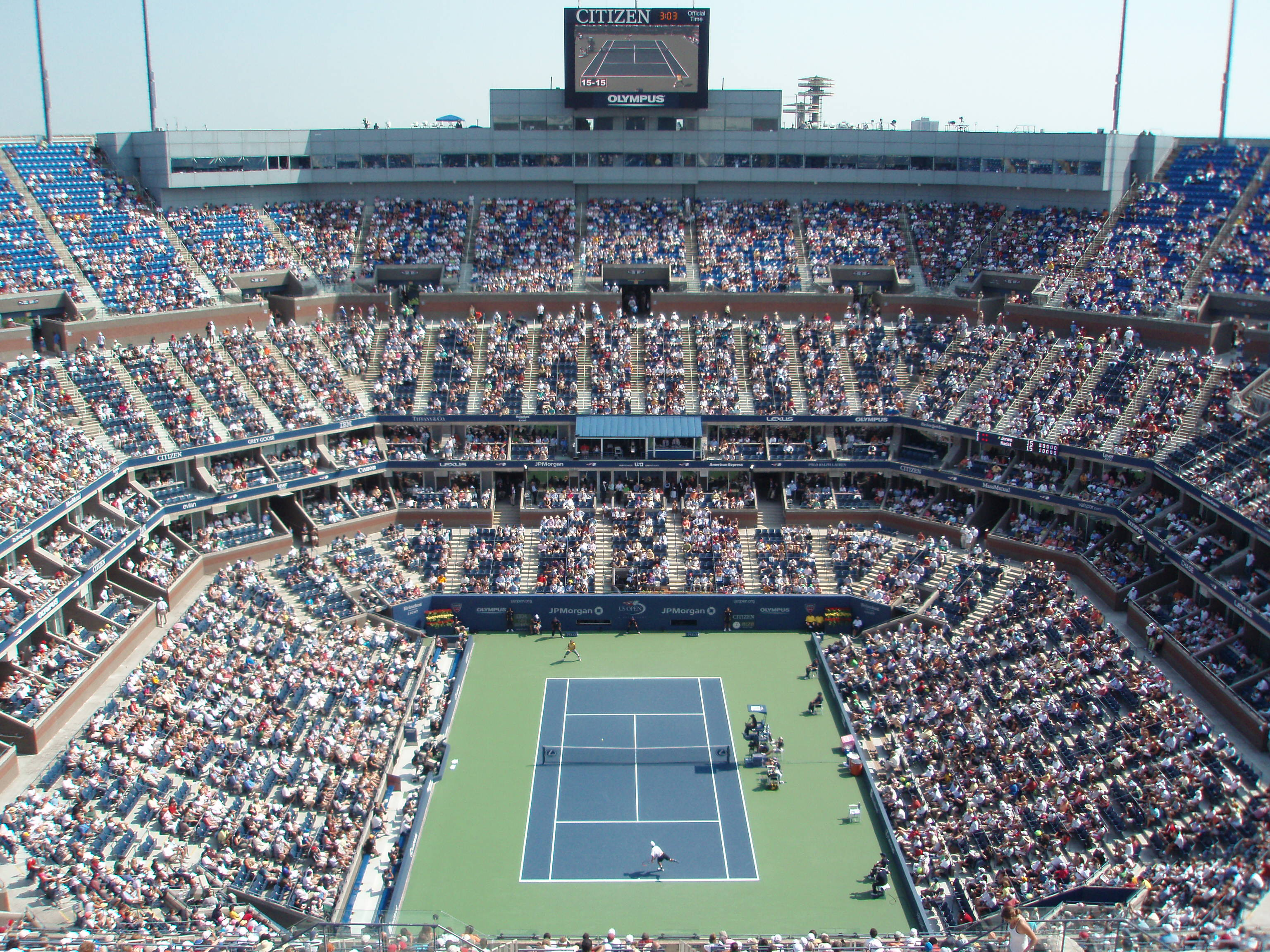
Arthur Ashe Stadium (Center Court)

Het US Open, dat jaarlijks eind augustus begint, is het laatste grandslamtoernooi van het tennisseizoen. Het US Open komt voort uit twee verschillende toernooien, een mannen- en een vrouwentoernooi. Het U.S. National Men's Singles Championship werd voor het eerst gehouden in 1881 in Newport Casino, Rhode Island. Het vrouwentoernooi werd in 1887 voor het eerst gehouden op de Philadelphia Cricket Club, Pennsylvania; vanaf 1889 werden hier ook dubbelspelkampioenschappen (vrouwen en gemengd) gehouden. Vanaf 1924 werden de enkelspelen gespeeld op de banen van de West Side Tennis Club in Forest Hills (Queens), New York.
In 1968 werden de enkelspelen dubbelspelen, met in totaal vijf disciplines, samengevoegd en werd de naam van het toernooi US Open. Tot en met 1977 vond het toernooi plaats in Forest Hills. Hier werd aanvankelijk op gras gespeeld, maar in 1975 werden de grasbanen vervangen door gravel. Sinds 1978 vindt het US Open plaats op het USTA Billie Jean King National Tennis Center in Flushing, in de wijk Queens van New York. Sindsdien wordt het toernooi gespeeld op hardcourt. Sinds 1997 worden de belangrijkste wedstrijden in het Arthur Ashe Stadium gehouden. Sinds 2016 kan deze baan net als het Centre Court van Wimbledon en de Rod Laver Arena van de Australian Open overdekt worden bij regen, zodat ook hier bij regen kan worden doorgespeeld. Jimmy Connors is de enige speler die het toernooi op drie verschillende ondergronden (gras, gravel en hardcourt) heeft gewonnen.

## Prijzengeld
Het US Open is de laatste jaren het toernooi met het hoogste prijzengeld voor de tenniss(t)ers. In 2023 bedroeg het totale prijzengeld US$ 65,0 miljoen. Hiervan was tweemaal $3,0 miljoen gereserveerd voor de winnaar van zowel het heren- als het damesenkelspel. De verliezend finalist(e) ontvangt in de regel een prijs gelijk aan de helft van wat de winnaar verdient. Het US Open betaalt al sinds 1973 gelijke prijzengelden uit aan de heren en de dames.
In de periode 2004–2016 was er ook een jaarlijkse pot met bonusprijsgeld beschikbaar voor de beste drie heren en beste drie dames van de zogeheten US Open Series, acht op het Noord-Amerikaans continent georganiseerde ATP/WTA-zomertoernooien. Deze pot bedroeg maximaal $2,625 miljoen en werd volgens een bepaalde sleutel toebedeeld aan voornoemde zes dames en heren, voor zover ze deelnamen aan het hoofdtoernooi van het US Open.
2017
- Totale prijzengeld: $50,4 miljoen
- Winnaar heren enkelspel: $3,7 miljoen
- Winnaar dames enkelspel: $3,7 miljoen

2016
- Totale prijzengeld: $46,3 miljoen
- Winnaar heren enkelspel: $3,5 miljoen
- Winnaar dames enkelspel: $3,5 miljoen

2015
- Totale prijzengeld: $42,3 miljoen
- Winnaar heren enkelspel: $3,3 miljoen
- Winnaar dames enkelspel: $3,3 miljoen

2014
- Totale prijzengeld: $38,3 miljoen
- Winnaar heren enkelspel: $3 miljoen
- Winnaar dames enkelspel: $3 miljoen

2013
- Totale prijzengeld: $34,3 miljoen
- Winnaar heren enkelspel: $2,6 miljoen
- Winnaar dames enkelspel: $2,6 miljoen

2012
- Totale prijzengeld: $25,5 miljoen
- Winnaar heren enkelspel: $1,9 miljoen
- Winnaar dames enkelspel: $1,9 miljoen

2011
- Totale prijzengeld: $23,6 miljoen
- Winnaar heren enkelspel: $1,8 miljoen
- Winnaar dames enkelspel: $1,8 miljoen

2010
- Totale prijzengeld: $22,6 miljoen
- Winnaar heren enkelspel: $1,7 miljoen
- Winnaar dames enkelspel: $1,7 miljoen

2009
- Totale prijzengeld: $21,6 miljoen
- Winnaar heren enkelspel: $1,6 miljoen
- Winnaar dames enkelspel: $1,6 miljoen

2008
- Totale prijzengeld: $20,6 miljoen
- Winnaar heren enkelspel: $1,5 miljoen
- Winnaar dames enkelspel: $1,5 miljoen

2007
- Totale prijzengeld: $19,6 miljoen
- Winnaar heren enkelspel: $1,4 miljoen
- Winnaar dames enkelspel: $1,4 miljoen

2006
- Totale prijzengeld: $18,5 miljoen
- Winnaar heren enkelspel: $1,2 miljoen
- Winnaar dames enkelspel: $1,2 miljoen

## Records en statistieken
|         | Meeste titels (enkel+dubbel)                                                                                        |
| ------- | --- |
| Mannen  | 16: Bill Tilden (7 enkel, 5 dubbel, 4 gemengd) 13: Richard Sears (7 enkel, 6 dubbel)                                |
| Vrouwen | 25: Margaret Osborne-duPont (3 enkel, 13 dubbel, 9 gemengd) 18: Margaret Smith-Court (5 enkel, 5 dubbel, 8 gemengd) |

|         | Meeste titels: enkelspel                          |
| ------- | ------------------------------------------------- |
| Mannen  | 7: Bill Tilden 7: William Larned 7: Richard Sears |
| Vrouwen | 8: / Molla Bjurstedt-Mallory                      |

|         | Jongste titelwinnaars                     |
| ------- | ----------------------------------------- |
| Mannen  | 19 jaar en 1 maand: Pete Sampras (1990)   |
| Vrouwen | 16 jaar en 9 maanden: Tracy Austin (1978) |

### Baansnelheid
| Court Pace Index                                     |
| ---------------------------------------------------- |
|                                                      |
| ■ Traag ■ Medium traag ■ Medium ■ Medium snel ■ Snel |

Bron: Court Pace Index: Tennis court speeds Tennis Warehouse Forum, Nick Lester Twitter, 

## Titels open tijdperk
Enkel de titels sinds het begin van het open tijdperk in 1968 zijn in aanmerking genomen.

### Mannen
| Pos. | Speler                | Aantal titels | Jaar van winst               |
| ---- | --------------------- | ------------- | ---------------------------- |
| 1    | Roger Federer         | 5             | 2004, 2005, 2006, 2007, 2008 |
| 1    | Pete Sampras          | 5             | 1990, 1993, 1995, 1996, 2002 |
| 1    | Jimmy Connors         | 5             | 1974, 1976, 1978, 1982, 1983 |
| 4    | John McEnroe          | 4             | 1979, 1980, 1981, 1984       |
| 4    | Rafael Nadal          | 4             | 2010, 2013, 2017, 2019       |
| 4    | Novak Djokovic        | 4             | 2011, 2015, 2018, 2023       |
| 7    | Ivan Lendl            | 3             | 1985, 1986, 1987             |
| 8    | Patrick Rafter        | 2             | 1997, 1998                   |
| 8    | Andre Agassi          | 2             | 1994, 1999                   |
| 8    | Stefan Edberg         | 2             | 1991, 1992                   |
| 11   | Carlos Alcaraz        | 1             | 2022                         |
| 11   | Daniil Medvedev       | 1             | 2021                         |
| 11   | Dominic Thiem         | 1             | 2020                         |
| 11   | Stan Wawrinka         | 1             | 2016                         |
| 11   | Marin Čilić           | 1             | 2014                         |
| 11   | Andy Murray           | 1             | 2012                         |
| 11   | Juan Martín del Potro | 1             | 2009                         |
| 11   | Andy Roddick          | 1             | 2003                         |
| 11   | Lleyton Hewitt        | 1             | 2001                         |
| 11   | Marat Safin           | 1             | 2000                         |
| 11   | Boris Becker          | 1             | 1989                         |
| 11   | Mats Wilander         | 1             | 1988                         |
| 11   | Guillermo Vilas       | 1             | 1977                         |
| 11   | Manuel Orantes        | 1             | 1975                         |
| 11   | John Newcombe         | 1             | 1973                         |
| 11   | Ilie Năstase          | 1             | 1972                         |
| 11   | Stan Smith            | 1             | 1971                         |
| 11   | Ken Rosewall          | 1             | 1970                         |
| 11   | Rod Laver             | 1             | 1969                         |
| 11   | Arthur Ashe           | 1             | 1968                         |

### Vrouwen
| Pos. | Speelsters              | Aantal titels | Jaar van winst                     |
| ---- | ----------------------- | ------------- | ---------------------------------- |
| 1    | Serena Williams         | 6             | 1999, 2002, 2008, 2012, 2013, 2014 |
| 1    | Chris Evert             | 6             | 1975, 1976, 1977, 1978, 1980, 1982 |
| 3    | Steffi Graf             | 5             | 1988, 1989, 1993, 1995, 1996       |
| 4    | Martina Navrátilová     | 4             | 1983, 1984, 1986, 1987             |
| 5    | Kim Clijsters           | 3             | 2005, 2009, 2010                   |
| 5    | Billie Jean King        | 3             | 1971, 1972, 1974                   |
| 5    | Margaret Smith-Court    | 3             | 1969, 1970, 1973                   |
| 8    | Naomi Osaka             | 2             | 2018, 2020                         |
| 8    | Justine Henin           | 2             | 2003, 2007                         |
| 8    | Venus Williams          | 2             | 2000, 2001                         |
| 8    | Monica Seles            | 2             | 1991, 1992                         |
| 8    | Tracy Austin            | 2             | 1979, 1981                         |
| 13   | Cori Gauff              | 1             | 2023                               |
| 13   | Iga Świątek             | 1             | 2022                               |
| 13   | Emma Raducanu           | 1             | 2021                               |
| 13   | Bianca Andreescu        | 1             | 2019                               |
| 13   | Sloane Stephens         | 1             | 2017                               |
| 13   | Angelique Kerber        | 1             | 2016                               |
| 13   | Flavia Pennetta         | 1             | 2015                               |
| 13   | Samantha Stosur         | 1             | 2011                               |
| 13   | Maria Sjarapova         | 1             | 2006                               |
| 13   | Svetlana Koeznetsova    | 1             | 2004                               |
| 13   | Lindsay Davenport       | 1             | 1998                               |
| 13   | Martina Hingis          | 1             | 1997                               |
| 13   | Arantxa Sánchez Vicario | 1             | 1994                               |
| 13   | Gabriela Sabatini       | 1             | 1990                               |
| 13   | Hana Mandlíková         | 1             | 1985                               |
| 13   | Virginia Wade           | 1             | 1968                               |

## Baansoorten
| Jaren      | Ondergrond           |
| ---------- | -------------------- |
| 1881–1974  | gras                 |
| 1975–1977  | gravel               |
| 1978–2019  | hardcourt (DecoTurf) |
| 2020–heden | hardcourt (Laykold)  |

## Uitzendrechten
Het US Open is in Nederland en België exclusief te zien op Eurosport. Eurosport zendt het US Open uit via de lineaire sportkanalen Eurosport 1 en Eurosport 2 en via de online streamingdienst, de Eurosport Player.